# Оран (Marvel Comics)
Оран (англ. Auran) — персонаж, появляющийся в комиксах издательства Marvel Comics.
Оран появлялась в телесериале «Сверхлюди» (2017), роль персонажа исполнила Соня Балморс.

## История публикации
Персонаж был создан Чарльзон Соулом, Пепе Ларразом и Райаном Стегманом, и впервые появилась в комиксе Inhuman #7 (декабрь 2014).

## Биография
Оран — Нелюдь, обладающий желтой кожей и большими ушами. Её уши предоставляют ей возможность слышать любого. Она была видным следователем в городе Аттилан, пока она не взорвалась, вынудив её и её двух дочерей бежать. Она закончила работу в Новых Силах безопасности Аттилана вместе со своим партнером Фрэнком Мак-Ги, которого она прозвала Нур. Они были наняты Медузой для поиска Чёрного Грома и нашли его в ночном клубе. Максимус тоже был там и создал взрыв, который убил Оран.
Дочери Оран, Тресте и Ирелле, просят Нелюдя Читателя использовать его силы, чтобы воскресить их мать. Она возвращается к жизни, но начинает сталкиваться с кризисом идентичности, когда она начинает сомневаться, является ли она тем, кем она считает себя.

## Силы и способности
У Оран есть параболический слух, где она может выбрать любое слово, которое пожелает. Всякий раз, когда это слово было произнесено на Земле, она способна слышать и знать место, где было сказано слово.

## Вне комиксов
Оран появилась в телесериале Сверхлюди, входящим в Кинематографическую вселенную Marvel, её роль исполнила Соня Балморес. По сюжету она является главной помощницей Максимуса.